# Ярославський ентомологічний заказник
Яросла́вський заказник — ентомологічний заказник місцевого значення в Україні. Об'єкт розташований на території Шполянського району Черкаської області, село Ярославка. 
Площа 1 га, статус отриманий у 1983 році.